# Halowe Mistrzostwa Europy w Lekkoatletyce 1977 – skok o tyczce mężczyzn
Skok o tyczce mężczyzn – jedna z konkurencji technicznych rozgrywanych podczas halowych lekkoatletycznych mistrzostw Europy w hali Velódromo de Anoeta w San Sebastián. Rozegrano od razu finał 12 marca 1977. Zwyciężył reprezentant Polski Władysław Kozakiewicz. Tytułu zdobytego na poprzednich mistrzostwach nie bronił Jurij Prochorenko ze Związku Radzieckiego.

## Rezultaty
Rozegrano od razu finał, w którym wzięło udział 11 skoczków.

Opracowano na podstawie materiału źródłowego.
| Poz. | Zawodnik              | Reprezentacja | 4,40 | 5,00 | 5,10 | 5,20 | 5,30 | 5,35 | 5,40 | 5,45 | 5,51 | 5,60 | Wynik | Uwagi |
| ---- | --------------------- | ------------- | ---- | ---- | ---- | ---- | ---- | ---- | ---- | ---- | ---- | ---- | ----- | ----- |
| 01 ! | Władysław Kozakiewicz | Polska        | –    | –    | –    | o    | –    | xo   | –    | xo   | o    | xxx  | 5,51  | CR    |
| 02 ! | Antti Kalliomäki      | Finlandia     | –    | –    | xo   | –    | o    | –    | xxx  |      |      |      | 5,30  |       |
| 03 ! | Mariusz Klimczyk      | Polska        | –    | o    | –    | o    | xxx  |      |      |      |      |      | 5,20  |       |
| 4.   | Leszek Hołownia       | Polska        | o    | xo   | o    | xxx  |      |      |      |      |      |      | 5,10  |       |
| 5.   | Felix Böhni           | Szwajcaria    | –    | xxo  | o    | xxx  |      |      |      |      |      |      | 5,10  |       |
| 6.   | Roger Oriol           | Hiszpania     | o    | xxo  | xxo  | xxx  |      |      |      |      |      |      | 5,10  |       |
| 7.   | Jacques Desbois       | Francja       | –    | o    | –    | xxx  |      |      |      |      |      |      | 5,00  |       |
| 8.   | Tapani Haapakoski     | Finlandia     | –    | xxo  | –    | xxx  |      |      |      |      |      |      | 5,00  |       |
| –    | Jean-Michel Bellot    | Francja       |      |      |      |      |      |      |      |      |      |      | NM    |       |
| –    | Philippe Houvion      | Francja       |      |      |      |      |      |      |      |      |      |      | NM    |       |
| –    | Wiktor Spasow         | ZSRR          |      |      |      |      |      |      |      |      |      |      | NM    |       |